# Lorey
Lorey is een gemeente in het Franse departement Meurthe-et-Moselle (regio Grand Est) en telt 98 inwoners (2009). De plaats maakt deel uit van het arrondissement Lunéville.

## Geografie
De oppervlakte van Lorey bedraagt 5,0 km², de bevolkingsdichtheid is dus 19,6 inwoners per km².
De onderstaande kaart toont de ligging van Lorey met de belangrijkste infrastructuur en aangrenzende gemeenten.

## Demografie
Onderstaande figuur toont het verloop van het inwonertal (bron: INSEE-tellingen).